# Anthidium oblongatum
Anthidium oblongatum es una especie de abeja del género Anthidium, familia Megachilidae. Fue descrita científicamente por Illiger en 1806.

## Rango
Reportado desde Marruecos en el norte de África. En Eurasia desde Portugal a través del sur, centro y este de Europa, Ucrania, el sur de Rusia y Siberia (al este hasta Tuvá), así como a través de Asia Menor, el Cáucaso a las montañas de Asia Central y, si se aplica la información de Wu (2006), a Mongolia interior; en Europa hacia el norte a los Países Bajos, Brandeburgo, Polonia central y Bielorrusia; al sur de Sicilia (no en Córcega y Cerdeña), Tesalia (no en Creta y Chipre), Irán y Afganistán. Introducido en el este de los Estados Unidos.

## Hábitat
Lugares cálidos y secos como praderas en flor, setos, muros de piedra seca, sitios ruderales, terraplenes de carreteras, terraplenes de vías férreas, presas de inundación, también en el área de asentamiento (áreas de barbecho en flor, jardines rocosos). Los sitios de anidación a menudo están espacialmente separados de las fuentes de polen y los accesorios de anidación. De las tierras bajas a la elevación montañosa.

## Ecología
El período de vuelo es de una generación desde mediados de junio hasta principios de agosto.
A. oblongatum usa cavidades para crear el nido. Dondequiera que haya grietas horizontales de 5-6 mm de ancho disponibles (muros de piedra seca, pizarra, rocas erosionadas), es preferible rellenarlas. Pero otras cavidades también sirven como lugares de anidación, por ejemplo, cavidades en forma de pasadizo en la casa, que también son utilizadas por Anthidium manicatum. Las celdas de cría están hechas de lana vegetal. La especie puebla los jardines, especialmente aquellos que también tienen plantas alimenticias adecuadas y fuentes de material de construcción. A. oblongatum frota el exterior del nido con secreciones glandulares de color herrumbre. Se encuentra casi exclusivamente en Fabaceae, especialmente en Lotus o Onobrychis, sobre Crassulaceae, especialmente Sempervivum y Sedum o en Resedaceae recolectando polen. Prefieren Lotus corniculatus, Onobrychis viciifolia y Sedum reflexum.
Parásitos: En Francia, Stelis punctulatissima se crio de un nido de A. oblongatum. Otro parásito reproductivo, según observaciones de Alemania y Suiza, es muy probable que sea Chrysis marginata.